# Hede (vlas)
Hede, ook wel werk genoemd, is een korte afvalvezel van vlas en hennep dat bij het zwingelen vrijkomt.  In het geval dat er vlas gezwingeld wordt, gaat het om de lange vezels die vrijkomen en gebruikt voor de productie van linnen. In het geval van hennep gaat het primair om de lange vezels voor onder andere henneptouw. De vrijgekomen hede werd meestal verbrand omdat het vrijwel geen marktwaarde had. Sommige fabrieken, zoals de Zaklinnenfabriek van Harlingen, vonden een commerciële oplossing voor de hede en maakten er grove garens van.